# Charles Leo Hitchcock

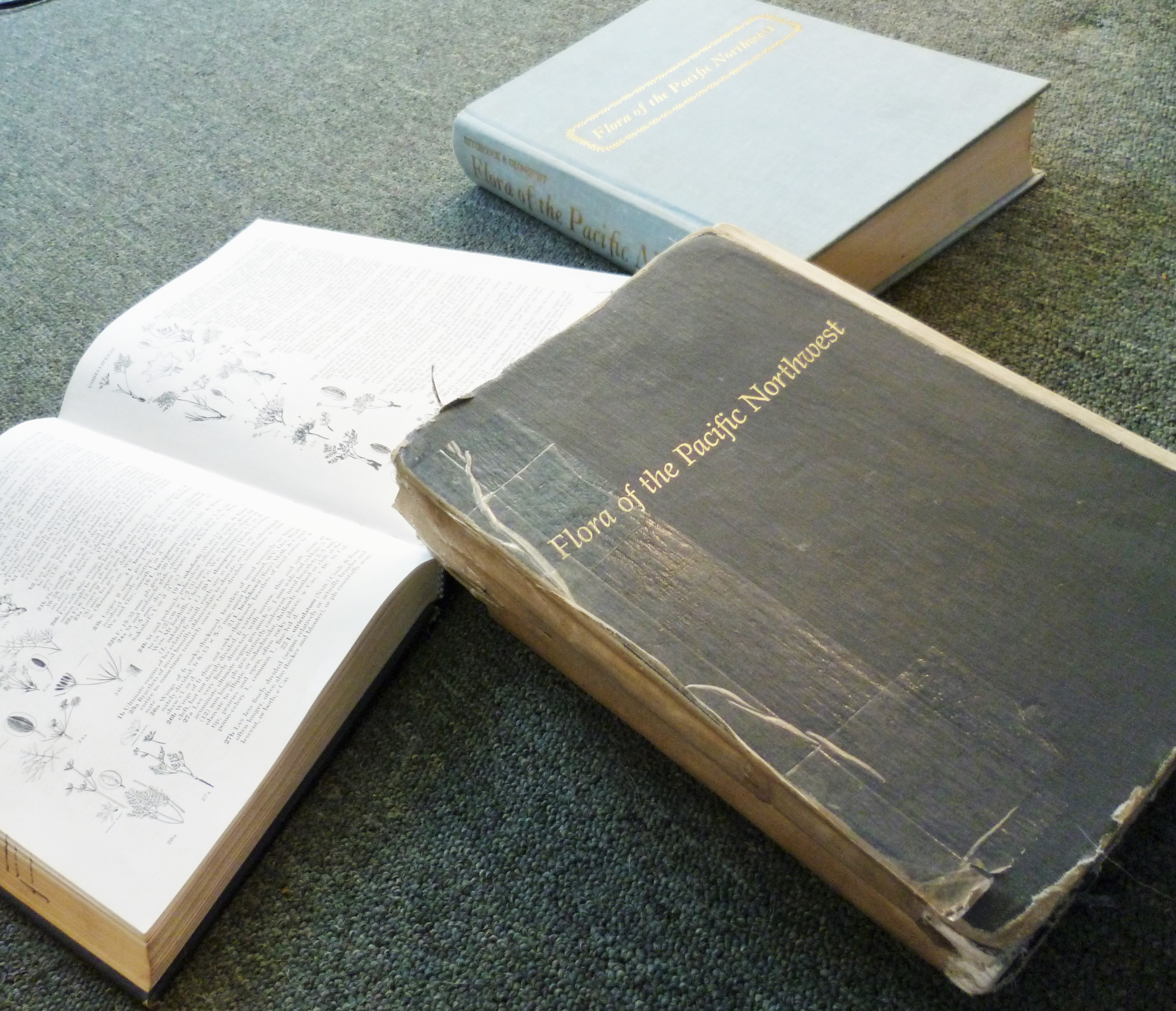
Flora of the Pacific Northwest, in lần đầu năm 1973

Charles Leo Hitchcock (23 tháng 4 năm 1902 – 3 tháng 2 năm 1986) là một nhà thực vật học người Mỹ. Ông đã phát hiện ra 20 loài thực vật và các tác phẩm của ông đã được trích dẫn hàng ngàn lần. Ông cũng là đồng tác giả chính của Flora of the Pacific Northwest (Hệ thực vật Tây Bắc Thái Bình Dương), là tác phẩm về hệ thực vật đầy đủ và cập nhật nhất cho ba vùng Tây Bắc Bắc Mỹ cho đến nay (nửa phía bắc của Oregon, bang Idaho phía bắc đồng bằng sông Snake, phần núi phía tây Montana và phần phía nam của British Columbia). Một hội trường tại Đại học Washington được đặt tên để vinh danh ông, và ông đã dạy hàng ngàn nhà thực vật học trong suốt sự nghiệp giảng dạy của mình tại đại học này.

## Tác phẩm tiêu biểu
- A Monographic Study of the Genus Lycium of the Western Hemisphere (1932)
- A Key to the Grasses of Montana Based upon Vegetative Characters (1936)
- The Tofieldia glutinosa Complex of Western North America (1944)
- A Revision of the North American Species of Lathyrus (1952)
- A Checklist of Vascular Plants of West-Central Washington (1969)
- Key to the Grasses of the Pacific Northwest Based upon Vegetative Characters (1969)
- Flora of the Pacific Northwest viết chung với Arthur Cronquist (1973)